# Тронтано
Тронта̀но (на италиански: Trontano; на пиемонтски: Trontan, Тронтан, на местен диалект: Truntan, Трюнтан) е село и община в Северна Италия, провинция Вербано-Кузио-Осола, регион Пиемонт. Разположено е на 520 m надморска височина. Населението на общината е 1693 души (към 2010 г.).